# Francois Botha
Francois Botha, född 28 september 1968, alias "The White Buffalo", är en tungviktsboxare från Sydafrika. Botha har också sent i karriären deltagit i kickboxning och MMA matcher dock utan större framgång. Botha vann den vakanta IBF titeln 1995 när han poängbesegrade tysken Axel Schulz men blev av med titeln då han testades positivt för anabola steroider. Botha har mött både Mike Tyson och utmanat Lennox Lewis om dennes titlar men blev utslagen i båda matcher.